# Amidură de potasiu
Amidura de potasiu este un compus anorganic cu formula chimică KNH2 .
Ca și alte amiduri ale metalelor alcaline, este un solid alb care se hidrolizează ușor. Este o bază tare.